# رانکو مونیتیچ
رانکو مونیتیچ (صربی: Ranko Munitić؛ ۳ آوریل ۱۹۴۳ – ۲۸ مارس ۲۰۰۹) کارگردان فیلم اهل جمهوری فدرال سوسیالیستی یوگسلاوی بود.
از فیلم‌ها یا مجموعه‌های تلویزیونی که وی در آن‌ها نقش داشته استT می‌توان به «عهد خون‌آشامان» (۱۹۷۱) اشاره نمود.